# Eñaut Zubikarai
Eñaut Zubikarai Goñi (Ondarroa, 26 februari 1984) is een Spaans voetballer die als doelman speelt. Hij stroomde in 2003 door vanuit de jeugd van Real Sociedad.

## Clubcarrière
Zubikarai kwam op negentienjarige leeftijd terecht bij Real Sociedad, waar hij het tweede elftal vervoegde. In 2005 werd hij uitgeleend aan SD Eibar. Hier kampte hij met een schouderblessure en speelde hij één wedstrijd. Op 6 september 2008 debuteerde hij voor Real Sociedad in de Segunda División, tegen Real Zaragoza. In 2010 promoveerde de club naar de Primera División. Op 10 april 2012 debuteerde Zubikarai in de Primera División in de thuiswedstrijd tegen Real Betis. Nadat Claudio Bravo in 2014 werd verkocht aan FC Barcelona haalde Real Sociedad Gerónimo Rulli als vervanger. Echter raakte Rulli geblesseerd in augustus waardoor Zubikarai aan het seizoen mocht beginnen als eerste doelman.
Sinds september 2016 speelt Zubikarai bij het Nieuw-Zeelandse Auckland City FC.